# Лепёхин, Иван Иванович
Ива́н Ива́нович Лепёхин (10 [21] сентября 1740 или 21 сентября 1740, Санкт-Петербург — 6 [18] апреля 1802 или 18 апреля 1802, Санкт-Петербург) — русский учёный-энциклопедист, путешественник, естествоиспытатель, лексикограф, академик Императорской академии наук и художеств в Санкт-Петербурге (1771).

## Биография
Родился в семье младшего офицера лейб-гвардии Преображенского полка.
Учился в Академической гимназии, затем в Академическом университете Петербургской Академии наук (ученик профессора С. П. Крашенинникова).
В 1762 году был направлен в Страсбургский университет, где изучал медицину. Вёл из Страсбурга переписку с М. В. Ломоносовым, который готовил Лепёхина к занятию кафедры ботаники в Академии наук. Окончил университет в 1767 году со степенью доктора медицины.
Вернувшись в Санкт-Петербург, был определён адъюнктом и секретарём Академии наук, а с 1771 года — академиком по естественным наукам.
Участвовал в научных академических экспедициях, обследовавших различные российские провинции с естествоведческой и этнографической точек зрения:
- в 1768—1772 годах путешествовал, частью один, частью с Палласом, по Уралу, Поволжью, Западной Сибири, в дальнейшем также по Русскому Северу и западным российским губерниям, причём составил значительные для своего времени ботанические коллекции.

Записи, сделанные Лепёхиным во время этих поездок, легли в основу его книги «Дневные записки путешествия <…> по разным провинциям Российского государства» (1771—1805, в 4 частях; 4 часть, изданная посмертно, дописана и опубликована Н. Я. Озерецковским).
Эти «Дневные записки» представляют значительный интерес для зоологии млекопитающих, так как в них приводятся ценные данные о распространении, образе жизни и экономическом значении ряда их видов — таких, как тарпан, сайга, бобр. Кроме этого, Лепёхин обогатил коллекции Академии наук большими сборами млекопитающих (позднее обработанными П. С. Палласом).
С 1768 по 1783 годы был редактором изданий временной организации для переводов зарубежных научных книг — так называемого «Собрания старающегося о переводе иностранных книг», куда перешёл штат корректоров и переводчиков Академии, Академической типографии и где продолжалась работа по созданию русского научного языка.
В 1773—1774 годах путешествовал по Белоруссии и Прибалтике.
С 1774 года возглавлял Императорский Ботанический сад в Санкт-Петербурге.
В 1777—1794 годах — инспектор Академической гимназии при Императорской академии наук и художеств в Санкт-Петербурге.
С 1783 года был непременным секретарём Академии Российской и участвовал в работе над «Словарём Академии Российской» вместе с Д. И. Фонвизиным, Г. Р. Державиным и другими авторами. Написал предисловие к его второму изданию (1806), следующее лингвистическим взглядам М. В. Ломоносова.
Был первым крупным русским исследователем лекарственных растений России.
В своих научных работах дал сравнительную характеристику природных зон земного шара, указал на зависимость распространения растений от различных климатов, описал растительные ландшафты, свойственные разным географическим поясам (растительность пустынь, тропиков, умеренных и северных широт), отметил своеобразие растительных группировок в разных топографических условиях.

## Память

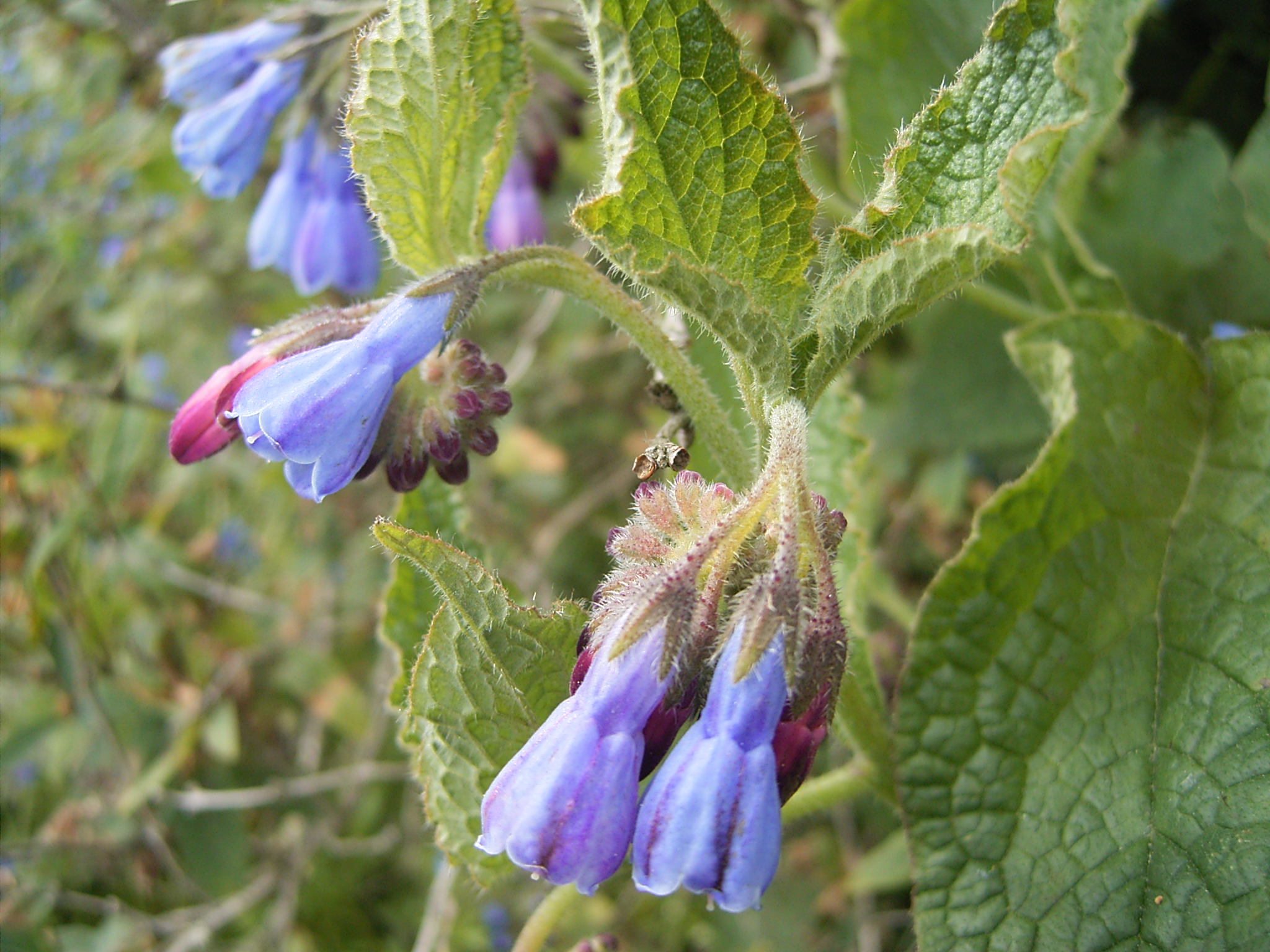

В честь И. И. Лепёхина были названы:
- Род растений Лепёхиния (Lepechinia Willd.) семейства Яснотковые (Lamiaceae), описан К. Л. Вильденовом в 1806 году.
- Род растений Лепёхиниелла (Lepechiniella Popov) семейства Бурачниковые (Boraginaceae), описан М. Г. Поповым в 1953[7].
- Гора Лепёхина — гора (высотой 1330 м) в южной части Северного Урала, Свердловская область[8]
- Лепёхинка (Саратовская область) — село в Краснокутском районе Саратовской области.
- Лепехинская (станция) — и железнодорожная станция Приволжской железной дороги, на линии Красный Кут — Астрахань.

## Библиография

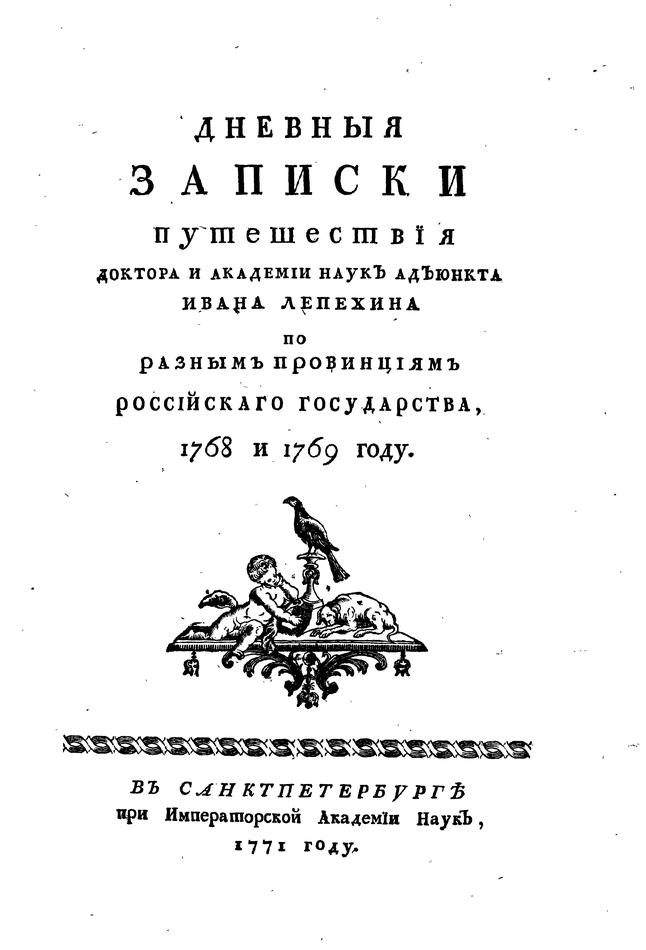
Титульный лист книги И. И. Лепёхина